# (4196) Chouïa
Pour les articles homonymes, voir Chouïa (homonymie) et Shuya.
(4196) Chouïa, désignation internationale (4196) Shuya, est un astéroïde de la ceinture principale.

## Description
(4196) Chouïa est un astéroïde de la ceinture principale. Il fut découvert par Lioudmila Tchernykh le 16 septembre 1982 à Nauchnyj. Il présente une orbite caractérisée par un demi-grand axe de 3,89 UA, une excentricité de 0,444 et une inclinaison de 1,501° par rapport à l'écliptique.
Il fut nommé en hommage au lieu de naissance de la découvreuse, la ville de Chouïa dans le centre de la Russie. La découvreuse dédicace également sa découverte à ses parents, Ekaterina Il'inichna Trushechkina (1907-1950) et Ivan Mokeevich Trushechkin (1907- ).

## Compléments